# Hafenspitze Düsseldorf
Hafenspitze Düsseldorf bezeichnet ein 2010 fertiggestelltes Ensemble aus zwei Türmen auf einem Sockelbauwerk im Medienhafen Düsseldorf.

## Bauwerke
Das Ensemble ist als Kubus gestaltet, aus dessen Mitte ein Drittel des Volumens fehlt. Dort befindet sich eine Treppenanlage und ein Wasserbecken, unter dessen verglastem Boden sich ein Konferenzraum befindet. Der Ostturm mit 19 Etagen wird durch das Hotel Hyatt Regency Düsseldorf mit 290 Hotelzimmern und 13 Suiten genutzt. Der 17-geschossige Westturm dient als Bürogebäude. Der umlaufende Sockel des Ensembles ist öffentlich begehbar. Eine Fußgängerbrücke namens The Living Bridge verbindet die Hafenspitze mit dem gegenüberliegenden Handelshafen samt Zollhof.
Während die Fassade eher zurückhaltend gestaltet ist, verfügt das Hotel über eine „aufwändige und modische Innenausstattung“.
Die Gebäude sind nach den Standards der Deutschen Gesellschaft für Nachhaltiges Bauen mit dem Prädikat „Silber“ eingestuft.

## Geschichte: Planung und Bau
Die Architekten wurden im Jahr 2001 in einem Bieterverfahren unter sechs internationalen Büros ermittelt. Das Düsseldorfer Architektenbüro JSK wurde 2003 schließlich als Gewinner des Wettbewerbes gekürt und erhielt den Projektauftrag. Am 2. Mai 2007 unterzeichnete Hyatt den Managementvertrag für das Hotel in Düsseldorf.
Im Februar 2008 starteten die Bauarbeiten des Komplexes, am 17. Oktober 2008 wurde der Grundstein für das Hotel gelegt. Im November 2009 kam es zum Richtfest mit Fertigstellung des Rohbaus. Am 15. Dezember 2010 feierte das Hotel sein Soft Opening, zur Eröffnungsfeier des Hotels am 11. Februar 2011 waren zahlreiche Prominente zugegen.

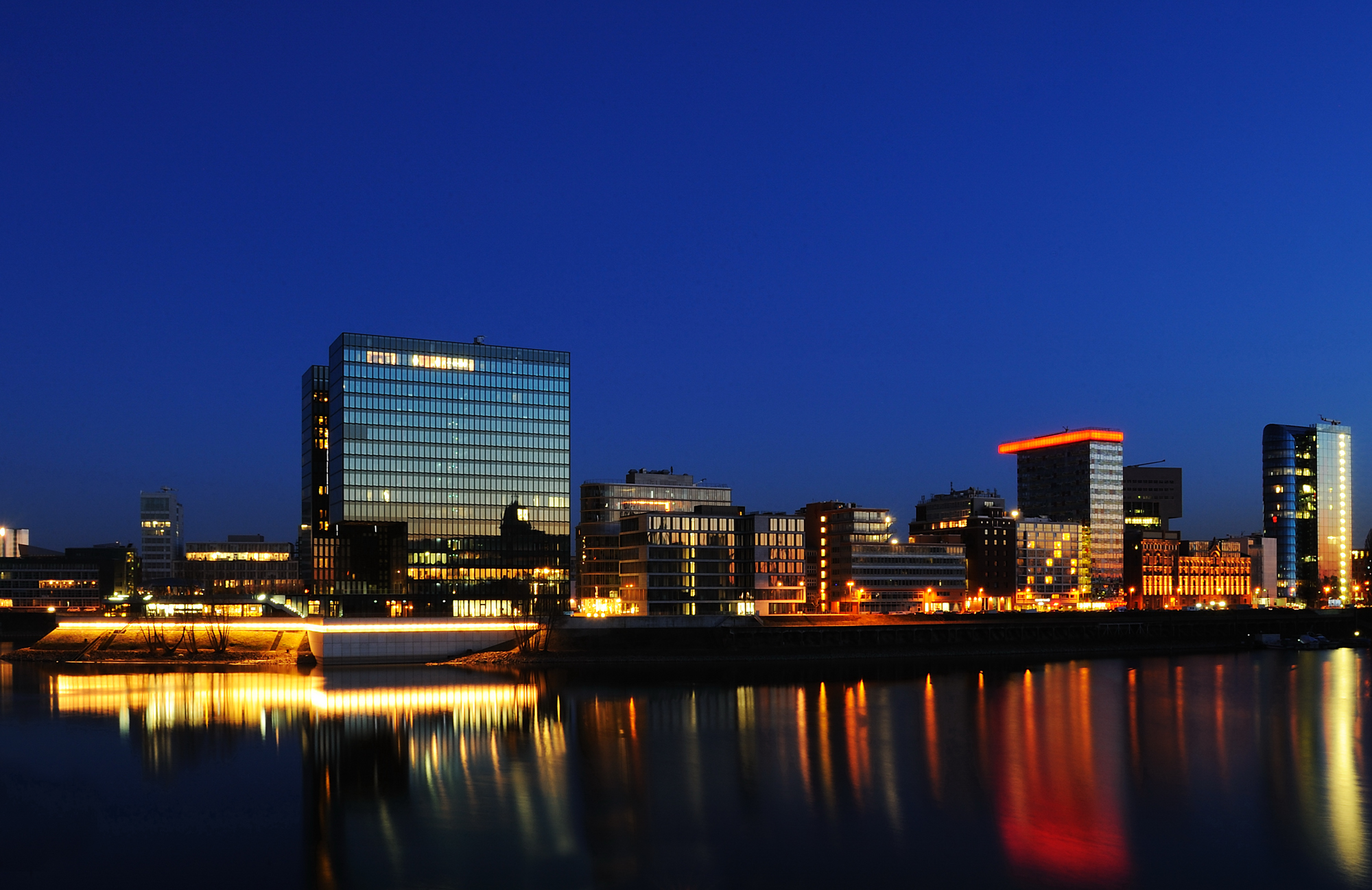
Julo-Levin-Ufer
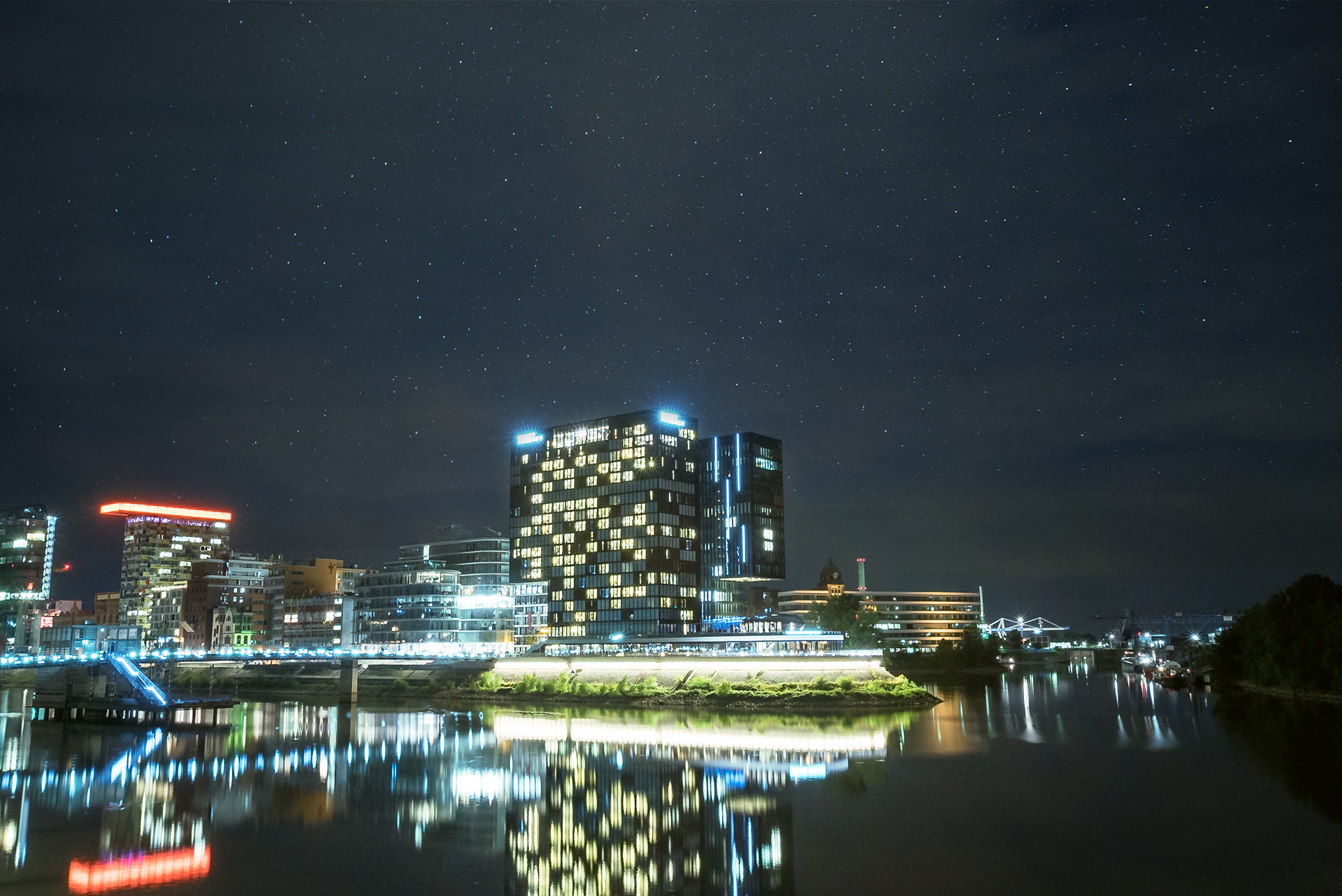
Hafenspitze bei Nacht
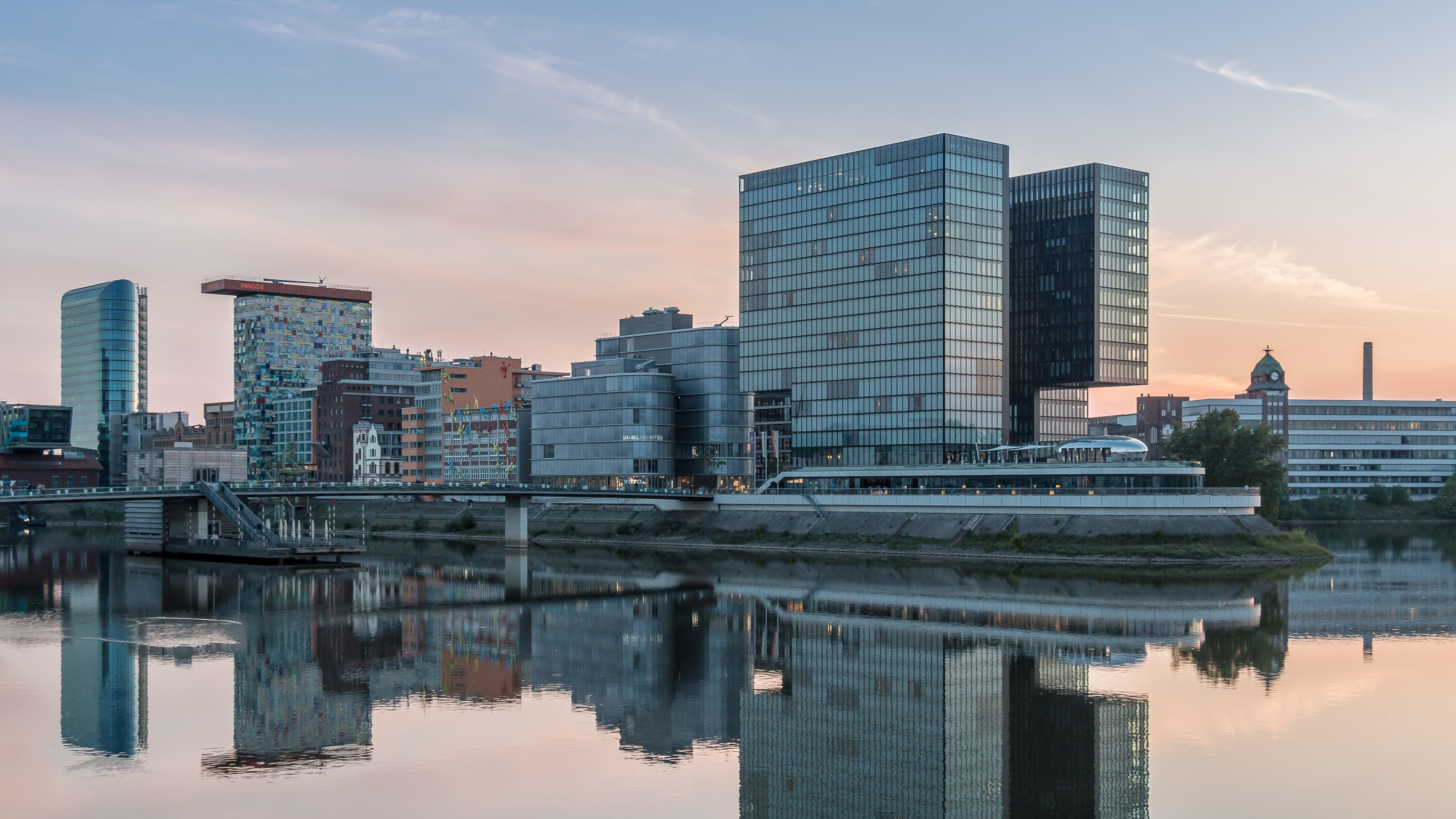
Hafenspitze im städtebaulichen Ensemble
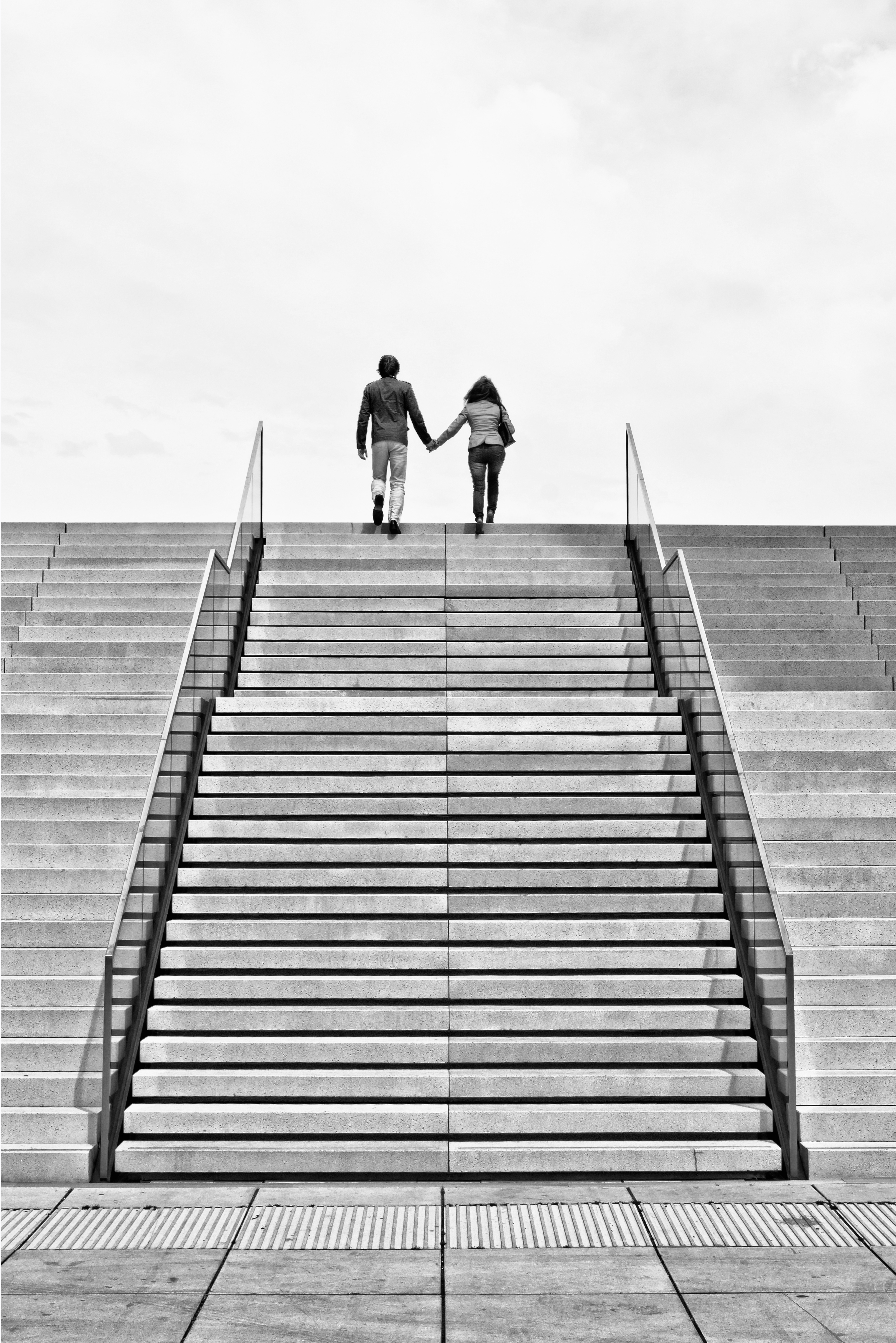
Treppenanlage